# Szreniawa (powiat miechowski)
Szreniawa – wieś w Polsce, położona w województwie małopolskim, w powiecie miechowskim, w gminie Gołcza.
Do 1954 roku siedziba gminy Szreniawa. W latach 1975–1998 miejscowość położona była w województwie krakowskim.
Szreniawa leży w dolinie rzeki Szreniawy, lewobrzeżnego dopływu Wisły.

## Integralne części wsi
| SIMC    | Nazwa   | Rodzaj    |
| ------- | ------- | --------- |
| 0319500 | Rędziny | część wsi |
| 0319517 | Winnica | część wsi |

## Zabytki
Obiekty wpisane do rejestru zabytków nieruchomych województwa małopolskiego.
- Kościół parafialny pw. Narodzenia NMP z otoczeniem, drzewostanem oraz ogrodzeniem;
- plebania.
Budynek plebanii pochodzi z końca XVIII wieku[6].
- Kaplica grobowa Rodziny Linowskich, usytuowana na cmentarzu parafialnym.
Kaplica pochodzi z 1868 roku[7].

## Galeria zdjęć

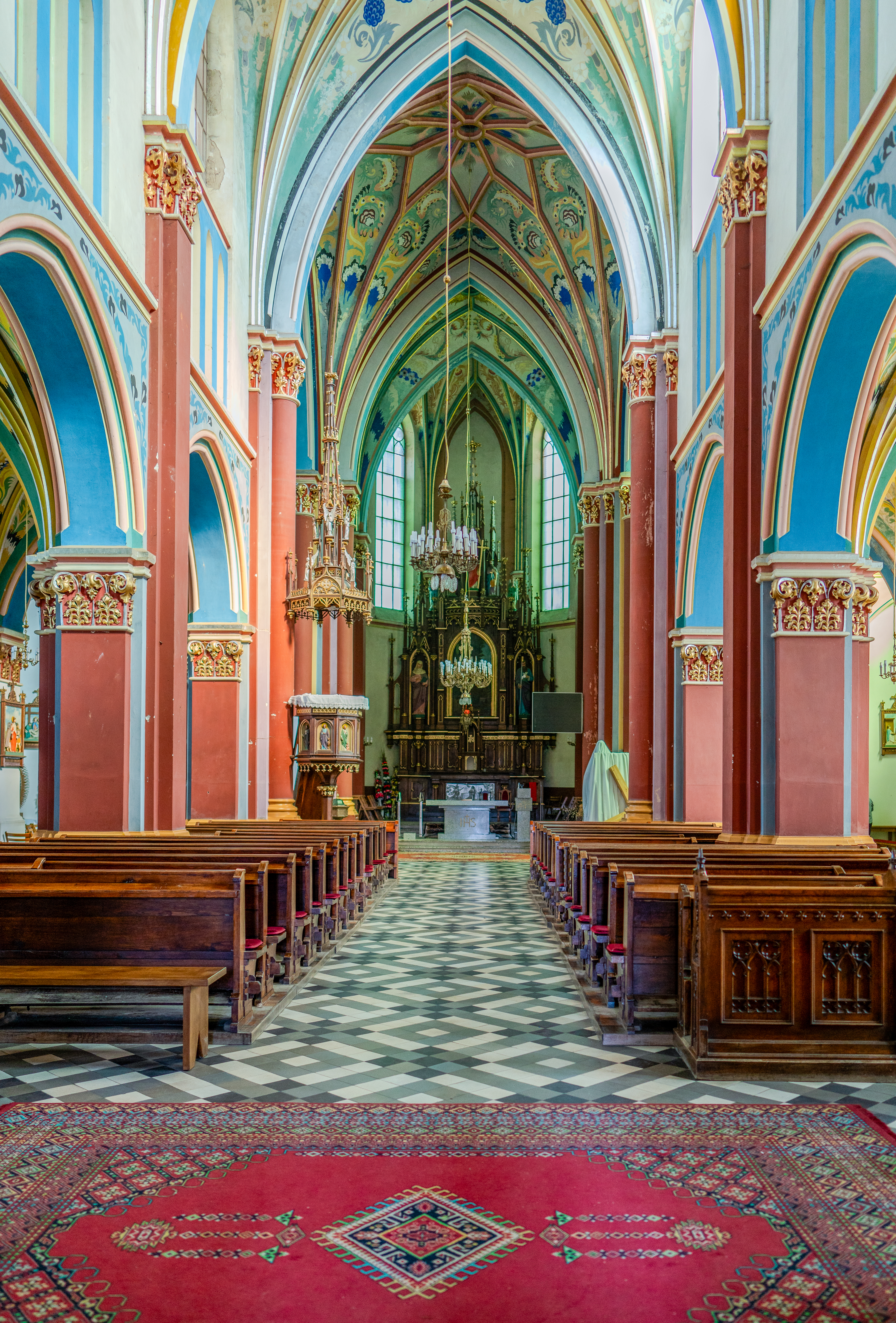
Kościół
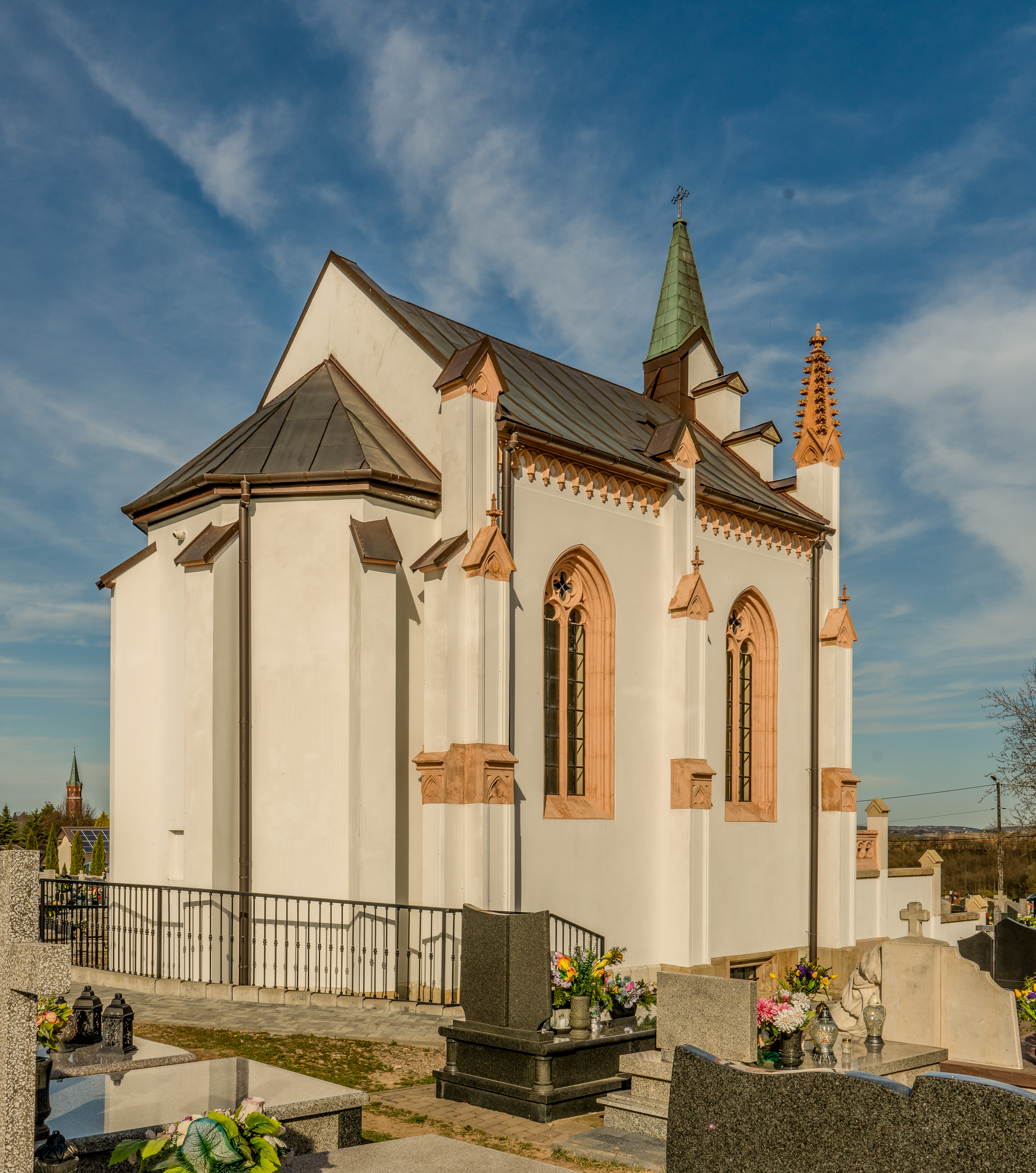
kaplica grobowa Rodziny Linowskich
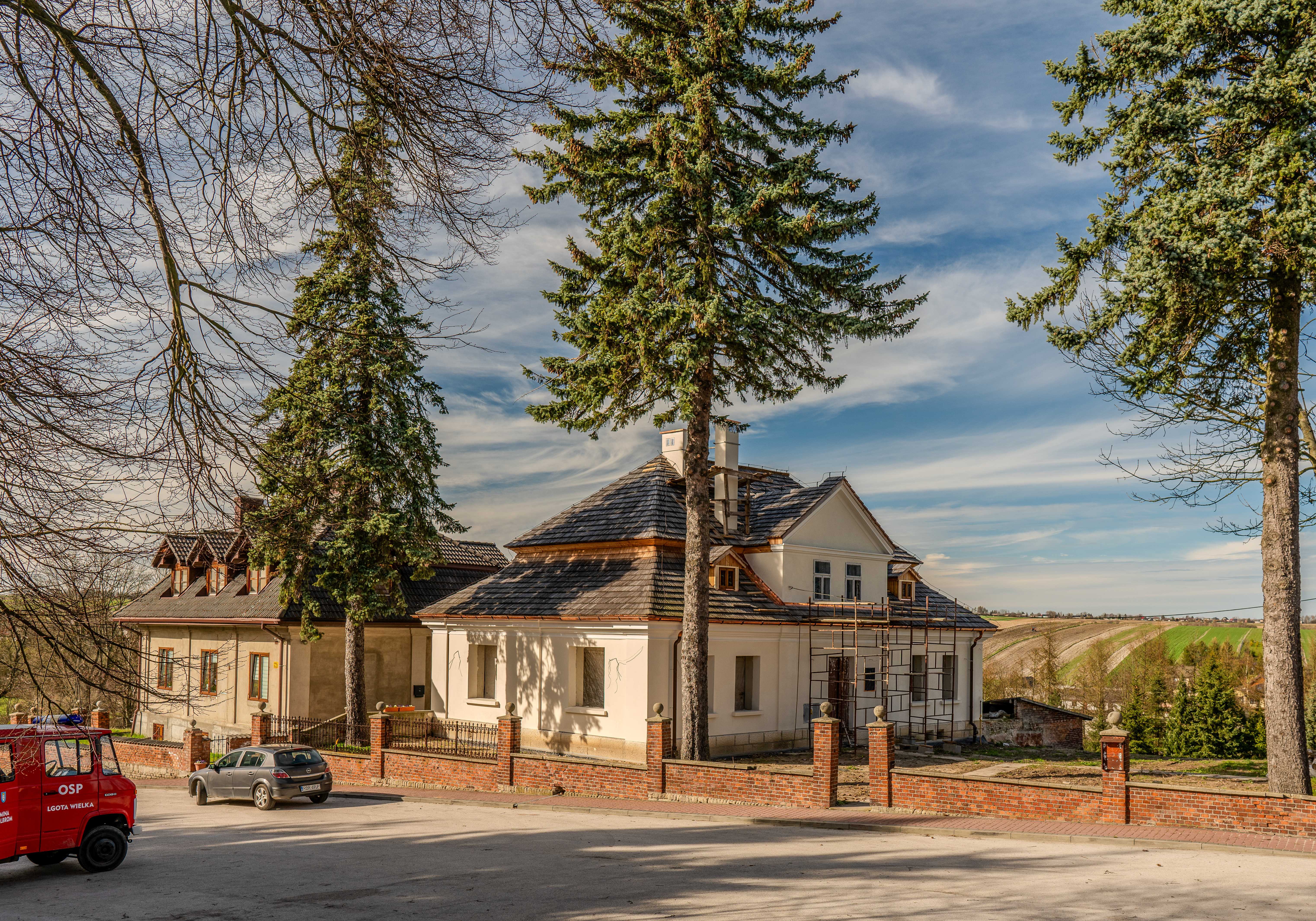
Plebania